# Шварц, Хеннинг
Хе́ннинг Михаэль Шварц (нем. Henning Michael Schwarz; 5 октября 1928, поместье Фрауэнхольц под Бад-Ольдесло — 13 апреля 1993, Киль) — немецкий политик, член ХДС.
В 1969—1979 годах и в 1983—1985 годах Хеннинг занимал должность министра юстиции, в 1979—1988 годах — министра по федеральным вопросам, а в 1987—1988 годах — премьер-министра земли Шлезвиг-Гольштейн.

## Биография
Хеннинг Шварц — сын политика Вернера Шварца, федерального министра продовольствия и сельского хозяйства ФРГ в 1959—1965 годах. Воевал во Вторую мировую войну. В 1948 году Хеннинг Шварц вступил в ХДС. В 1949 году получил аттестат зрелости и затем изучал юриспруденцию в Вюрцбургском и Гамбургском университетах. В 1953 году сдал первый, в 1957 году — второй экзамен на юриста. В 1958 году защитил докторскую диссертацию и работал адвокатом и нотариусом.
3 ноября 1969 года Хеннинг Шварц был назначен министром юстиции в кабинете Гельмута Лемке и сохранил за собой эту должность в правительстве Герхарда Штольтенберга в 1971 году.
В 1971—1975 и в 1979—1987 годах Шварц являлся депутатом ландтага Шлезвиг-Гольштейна. В 1975 году был также назначен заместителем премьер-министра Шлезвиг-Гольштейна. 29 мая 1979 года Шварц был назначен министром по федеральным вопросам. С 13 апреля 1983 года по 16 декабря 1985 года Шварц также занимал должность министра юстиции.
После отставки Уве Баршеля 2 октября 1987 года Шварц исполнял обязанности премьер министра земли Шлезвиг-Гольштейн вплоть до избрания на этот пост 31 мая 1988 года Бьёрна Энгхольма.
Хеннинг Шварц был женат, отец троих детей, в том числе депутата бундестага от ХДС Сабины Зюттерлин-Ваакк.